# Glis glis
Il ghiro (Glis glis Linnaeus, 1766) è un roditore appartenente alla famiglia Gliridae; è l'unica specie del genere Glis.

## Caratteristiche
Lungo circa 30 centimetri di cui 13 (circa) di coda, pesa in media 100 grammi.
Ha una pelliccia di colore grigio castano sul dorso, mentre il ventre è bianco; il muso è caratterizzato da due grandi occhi e da folte e lunghe vibrisse (lunghi peli a lato del muso con funzione tattile), le orecchie, di forma rotondeggiante, sono piuttosto piccole e escono di poco dalla pelliccia.
Può essere confuso con uno scoiattolo, da cui può essere distinto osservando la coda che mantiene sempre lunga e distesa. 

## Distribuzione e habitat
Il ghiro ha un areale che comprende Europa e Asia. In Europa è presente dall’Italia e dalla Spagna fino all'Ucraina. In Italia è molto comune. È segnalato sulle Alpi fino ai 1500 metri di quota, tuttavia si può trovare anche ad altitudini inferiori, anche al livello del mare.
In Sardegna è presente con una sottospecie locale (Glis glis melonii) che si credeva estinta.
È inoltre presente in molte isole mediterranee tra cui l'isola d'Elba, l'isola di Salina e sull'Etna in Sicilia.
Predilige gli ambienti boschivi, a quote tra i 600 ed i 1500 m. Solitamente frequenta parchi, giardini e boschi, in particolare quelli ricchi di sottobosco e caratterizzati dalla presenza di vecchi alberi dove può reperire facilmente numerose cavità, all'occorrenza adibite a rifugio o nido. Soprattutto durante i mesi invernali, può servirsi delle case rurali come momentaneo riparo.

## Biologia

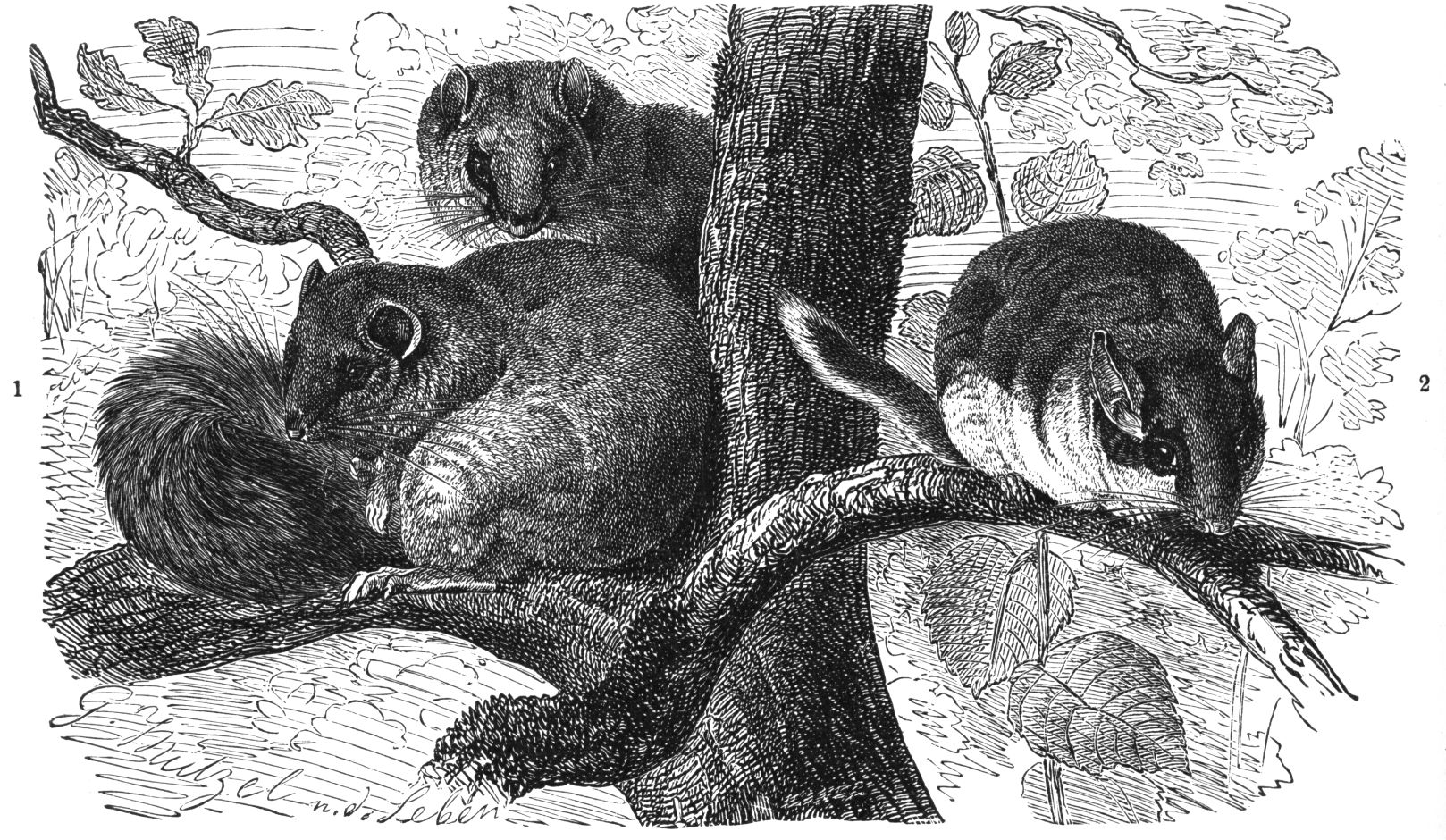
Ghiri

Il ghiro è generalmente notturno: di solito esce dal proprio nascondiglio poco dopo il tramonto per poi ritornarvi prima dell'alba.
Durante il giorno sta nascosto in cavità di alberi, in anfratti oppure in nidi, dalla forma rotondeggiante, che egli stesso costruisce con foglie e muschio.

In autunno l'animale aumenta notevolmente di peso, accumulando così una notevole quantità di grasso e vari minerali che gli saranno essenziali per sopravvivere durante il lungo letargo invernale (resta in letargo per 6 mesi). Per il letargo possono essere contemporaneamente usati da più individui gli stessi ripari.

### Alimentazione

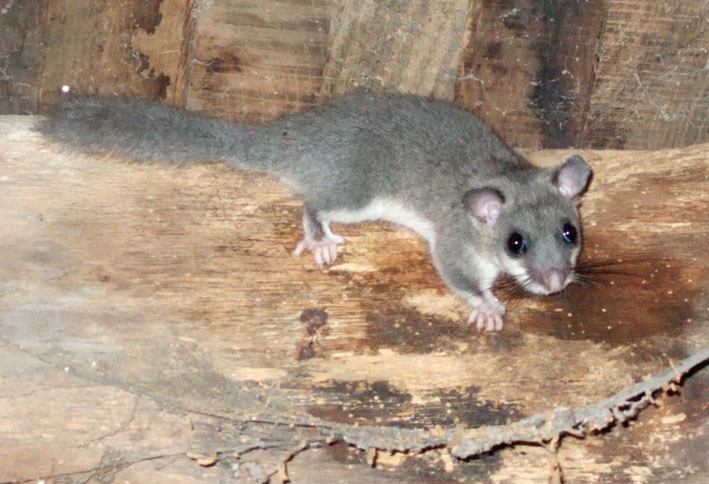
Ghiro

La dieta del ghiro, basata essenzialmente sui vegetali, varia durante l'arco dell'anno ed è costituita principalmente da castagne, ghiande, nocciole, bacche, frutti di bosco; in autunno vengono consumati anche i funghi. Una minima parte dell'alimentazione del ghiro può comprendere anche animali, in particolare alcuni invertebrati (insetti e molluschi).

### Riproduzione
Il periodo riproduttivo si situa in primavera, al risveglio dal letargo. Le femmine partoriscono una sola volta all'anno, da 2 a 8 piccoli, dopo una gestazione di circa un mese. Può accadere che più femmine utilizzino contemporaneamente una cavità di un albero o lo stesso riparo per partorire ed allevare la prole; questo fatto accade generalmente quando in una zona si verifica una riduzione di rifugi naturali. In caso di pericolo o di eccessivo disturbo la femmina abbandona la tana e trasporta i propri piccoli in un luogo più caldo.

## Gastronomia
La caccia e il consumo di questo animale risalgono a tempi molto antichi. Gli antichi romani lo catturavano per farlo ingrassare in speciali contenitori di terracotta detti glirarium: ne viene fatta menzione nel Satyricon di Petronio; era allevato, con altre bestiole, in vivario, per essere poi degustato come antipasto.
In Italia, essendone la caccia vietata, ogni consumo alimentare del suddetto animale è oggi illegale. Tuttavia esistono varie ricette tradizionali come il ghiro arrosto alla brianzola in Lombardia. Inoltre in Calabria viene consumato illegalmente e assume un ruolo simbolico nei rituali della 'ndrangheta.
Viene mangiato in Croazia e Slovenia.